# Лауріц Гольм-Нільсен
Лауріц Бродер Гольм-Нільсен (дан. Lauritz Broder Holm-Nielsen; 8 листопада 1946) — данський ботанік.

## Біографія
Лауріц Гольм-Нільсен народився 8 листопада 1946 року у місті Нордбю. Навчався в Орхуському університеті, отримав докторський ступінь у галузі ботаніки. Спеціалізується на вивченні насінних рослин та мохів.. Здійснив низку ботанічних експедицій в Анди і еквадорську частину басейну Амазонки. Там зібрав величезний ботанічний матеріал. Займав посаду ректора Орхуського університету з 2005 по 2013 роки. Автор ботанічних статей у «Великій данській енциклопедії».